# Ammodytoides
Ammodytoides – rodzaj morskich ryb okoniokształtnych z rodziny dobijakowatych (Ammodytidae).

## Klasyfikacja
Gatunki zaliczane do tego rodzaju:
- Ammodytoides gilli
- Ammodytoides idai
- Ammodytoides kimurai
- Ammodytoides leptus
- Ammodytoides praematura
- Ammodytoides pylei
- Ammodytoides renniei
- Ammodytoides vagus
- Ammodytoides xanthops